# Hamaticolax galeichthyos
Hamaticolax galeichthyos is een eenoogkreeftjessoort uit de familie van de Bomolochidae. De wetenschappelijke naam van de soort is voor het eerst geldig gepubliceerd in 1990 door Luque & Bruno.